# Shorea singkawang
Shorea singkawang är en tvåhjärtbladig växtart. Shorea singkawang ingår i släktet Shorea och familjen Dipterocarpaceae.

## Underarter
Arten delas in i följande underarter:
- S. s. scabrosa
- S. s. singkawang